# VAKAT
A Vakat Koalíció (bosnyákul: Koalicija Vakat) egy 2004 júniusában alapított koszovói bosnyák politikai koalíció, amelyet a Bosnyákok Demokratikus Pártja (DSB), a Vatan Demokrata Párt (DSV) és a Koszovói Bosnyák Párt (BSK) alkot. A koalíció a zöld, a sárga és az égszínkék színeket használja. Székhelye Prizrenben található.

## Választási eredmények
| Év   | Szavazatok száma | Szavazatok aránya | Mandátumok száma | Bosnyák mandátumok száma | +/-     |
| ---- | ---------------- | ----------------- | ---------------- | ------------------------ | ------- |
| 2001 | 9030             | 1,15              |                  |                          | 2       |
| 2004 | 4972             | 0,72              |                  |                          | 1       |
| 2007 | 5428             | 0,95              |                  |                          | Állandó |
| 2010 | 5296             | 0,76              |                  |                          | 1       |
| 2014 | 6476             | 0,89              |                  |                          | Állandó |
| 2017 | 6444             | 0,89              |                  |                          | Állandó |
| 2019 | 7075             | 0,84              |                  |                          | Állandó |
| 2021 | 5949             | 0,68              |                  |                          | 1       |